# Hujber Ferenc
Hujber Ferenc (Szombathely, 1974. szeptember 9.) magyar színész.

## Élete
1995 és 1999 között a Színház- és Filmművészeti Főiskola színész szakán tanult, Horvai István osztályában. 1998–2001 között a Vígszínházban szerepelt, majd 2001 óta szabadúszó. 2014-től a Veres 1 Színház társulatának tagja.
2013 júliusában Hujber egy interjúban bevallotta, hogy annak idején vásárolta érettségijét, melyre szüksége volt ahhoz, hogy színművészeti főiskolára felvételizhessen, továbbá diplomamunkáját is plagizálta. A Színház- és Filmművészeti Egyetem vizsgálatot indított, a vizsgálat lezártáig az egyetem vezetősége nem kívánja kommentálni az ügyet.

## Díjai
- 1999: Filmkritikusok díja

## Főbb szerepei
- Elvis, Oltár, Miami, avagy 1/2 millió dollár gazdát keres - Miles Tredinnick - 2016. Bánfalvi Stúdió, (rendező: Harmath Imre)
- Negyvenen Vagyok - 2014 - Millenáris, (rendező: Erdélyi Dániel)
- Kőműves Kelemen - Szörényi Levente - Bródy János - 2013. Június 14. RaM Colosseum, (r.: Alföldi Róbert)
- Figaró Házassága - Lorenzo Da Ponte - 2010. Bánfalvi Stúdió, (r.: Bánfalvi Ágnes)
- HERBERT HERCEG - Eric Idle (Monty Phyton): Spamalot, 2009. Madách Színház, (r.: Szirtes Tamás)
- Saframek-Macskafogó 2015 Syma csarnok, (r.: Szikora Róbert)
- TAKÁCS KÉPVISELŐ - Vadnai László - Békeffi István - Márkus Alfréd: Tisztelt ház, 2009. március 19., Karinthy Színház (r.: Szurdi Miklós)
- BÍRÓ - Egressy Zoltán: Sóska sült krumpli, 2006. november 8. Kamara Savaria Szombathely (r.: Széles László)
- ANDOR- Bartis Attila: Anyám Kleopátra, 2003 Nemzeti Színház (r.: Garas Dezső)
- EROSZ - W. Shakespeare: Antonius és Kleopatra, 2002, Pesti Színház (r: Eszenyi Enikő.)
- MARK - Mark Ravenhill: Shopping and Fucking, 2002
- NEMTUDOMKA - Kárpáti P.: Pájinkás János, 2002, Vígszínház (r.: Forgács Péter.)
- LIN TO - Bertolt Brecht: A szecsuáni jóember, 2001, Vígszínház (r.: Zsótér Sándor.)
- MIKOLKA - F. M. Dosztojevszkij: Bűn és bűnhődés, 2001, Vígszínház (r.: Tordy Géza.)
- FERDINÁND - W. Shakespeare: Lóvátett lovagok, 2000, Vígszínház (r.: Keszég László.)
- FRANCIA 2. - Chapman-Cleese-Idle: Gyalog galopp, 2000, Pesti Színház (r.: Méhes László)
- EILIF - Bertolt Brecht: Kurázsi mama és gyermekei, 2000, Vígszínház (r.: Szász J.)
- SEBASTIAN - W. Shakespeare: A vihar, 1999, Vígszínház (r.: Alföldi Róbert.)
- SEBASTIAN - W. Shakespeare: Vízkereszt, vagy amit akartok, 1997, Vígszínház (r.: Valló Péter.)
- SILVIUS - W. Shakespeare: Ahogy tetszik, 1997 (r.: Valló Péter.)
- I. ORVOS - Spiró-Hašek: Svejk, 1996, Vígszínház (r.: Pinczés I.)

## Műsorok

### Rádiós műsora
- Az utolsó perc (2007)

### Tévéműsorok
- Reggeli (2010)

## Filmjei

### Színészként
- Pokoli rokonok (2025)
- Valami Amerika 3. (2018)
- The Man Who was Thursday (2016)
- The Girl in the Mirror (2016)
- Borgiák (2013)
- Hacktion: Újratöltve (2012)
- Hacktion (2010–2012)
- Magic Boys (2009)
- Valami Amerika 2. (2008)
- Majdnem szűz (2007)
- Offside (2007)
- Jóban Rosszban (2007–2008) – dr. Rónai Máté
- Sértett (2005)
- Állítsátok meg Terézanyut! (2004)
- Ötödik szoba (2002)
- Szökés Budára (2002)
- A torinói lepel (2002)
- Limonádé (2002)
- Barátok közt (2002)
- Egérút (2001)
- Valami Amerika (2001)
- Első generáció (2000)
- A fehér alsó (2000)
- Nincsen nekem vágyam semmi (2000)
- Afta (2000)
- Családi kör (1999)
- Veszett idők - C-Losing Time (1999)
- Közel a szerelemhez (1998)

### Szereplőként
- Nyerő Páros 8. évad (2024)
- Konyhafőnök (2020)
- A Nagy Duett (2017)
- XXL (2008)
- Sztárok a jégen (2007)
- Táncos (Bestiák videóklipp)

## Szinkronszerepei
| Film vagy sorozat cím : alcím                    | Eredeti cím : alcím                                     | Karakter                            | Színész                                                 | Megjegyzés                               |
| ------------------------------------------------ | ------------------------------------------------------- | ----------------------------------- | ------------------------------------------------------- | ---------------------------------------- |
| 102 kiskutya                                     | 102 Dalmatians                                          | Ewan                                | Ben Crompton                                            | amerikai családi kaland-vígjáték         |
| A leghosszabb nap                                | The Longest Day                                         | Dutch Schultz közlegény             | Richard Beymer                                          | amerikai háborús film                    |
| Az Álmosvölgy legendája                          | Sleepy Hollow                                           | Ichabod Crane                       | Johnny Depp                                             | amerikai-kanadai filmdráma               |
| David Gale élete                                 | The Life of David Gale                                  | Zack Stemmons                       | Gabriel Mann                                            | amerikai krimi-dráma                     |
| Férjhez mész, mert azt mondtam!                  | Because I Said So                                       | Johnny                              | Gabriel Macht                                           | amerikai vígjáték                        |
| Fullmetal Alchemist – A bölcsek kövének nyomában | Fullmetal Alchemist                                     | Roy Mustang ezredes                 | Toru Ohkawa (japán), Travis Willingham (angol)          | japán anime                              |
| Fullmetal Alchemist - Shamballa hódítója         | Fullmetal Alchemist: The Movie - Conqueror of Shamballa | Roy Mustang ezredes                 | Toru Ohkawa (japán), Travis Willingham (angol)          | japán mozifilm                           |
| Fullmetal Alchemist - Testvériség                | Fullmetal Alchemist: Brotherhood                        | Roy Mustang ezredes                 | Miki Shinichiro (japán), Travis Willingham (angol)      | japán anime                              |
| Hamupipőke-történet                              | Another Cinderella Story                                | Joey Parker                         | Andrew Seeley                                           | amerikai-kanadai vígjáték                |
| Kapás van                                        | Summer Catch                                            | Ryan Dunne                          | Freddie Prinze Jr.                                      | amerikai romantikus vígjáték             |
| Transformers – A bukottak bosszúja               | Transformers – Revenge of the Fallen                    | Lennox parancsnok                   | Josh Duhamel                                            | amerikai sci-fi                          |
| Az utolsó légió                                  | The Last Legion                                         | Theodorus Andronikos, bizánci követ | Alexander Siddig                                        | amerikai akciófilm                       |
| Csavard be, mint Beckham                         | Bend It Like Beckham                                    | Joe                                 | Jonathan Rhys Meyers                                    | brit vígjáték                            |
| Max Steel                                        | Max Steel                                               | Josh McGrath                        | Christian Campbell (2000–2002), Matthew Kaminsky (2001) | amerikai animációs film                  |
| South Park                                       | South Park                                              | Timmy                               | Trey Parker                                             | amerikai animációs film                  |
| A hitetlen                                       | The Beliver                                             | Daniel "Danny" Balint               | Ryan Gosling                                            | amerikai dráma                           |
| Star Trek: Deep Space Nine                       | Star Trek: Deep Space Nine                              | Julian Bashir                       | Alexander Siddig                                        | amerikai sci-fi                          |
| Vikingek                                         | Vikings                                                 | Ragnar Lothbrok                     | Travis Fimmel                                           | ír–kanadai sorozat                       |
| X-Men: Az elsők                                  | X-Men: First Class                                      | Erik Lensherr / Magneto             | Michael Fassbender                                      | amerikai–brit misztikus sci-fi akciófilm |
| X-Men: Az eljövendő múlt napjai                  | X-Men: Days of Future Past                              | Erik Lensherr / Magneto             | Michael Fassbender                                      |                                          |
| X-Men: Apokalipszis                              | X-Men: Apocalypse                                       | Erik Lensherr / Magneto             | Michael Fassbender                                      |                                          |